# Erika Chuwoki
Erika Chuwoki es una banda de rock alternativo proveniente de Montevideo, Uruguay formada a comienzos de 2010. Integrada por Andrés Melo, Fabián Maccio, Andrés Ivaniski, Nilton Duplech y Marcos da Silva. Con sonoridades emparentadas con el pop/rock británico y los oídos atentos al rock rioplatense, letras cargadas de ironía, melodías y psicodelia climática estos cinco músicos le rinden a la figura enigmática que les da nombre.
En noviembre de 2013 se edita de manera independiente su primer disco “La inesperada mugre que aguarda inquieta” grabado en el Estudio Retrotrak de Montevideo, el mismo fue presentado oficialmente en la sala Espacio Guambia en mayo de 2014. El álbum se conforma por canciones que la banda venía tocando en vivo en los primeros años, incluso algunas habían aparecido anteriormente en el demo “La Corporación” de 2010
Durante estos años la banda se mantiene activa en el circuito independiente de Montevideo. y tocando varias veces en Buenos Aires. En 2015 se presenta en el festival Peach & Convention, organizado por el colectivo Esquizodelia. 
En 2016 graba su segundo disco titulado “Psicobélica” que a diferencia del primer disco tiene una búsqueda un poco más climática, no tan distorsionada. Fue compuesto en un periodo de tiempo más corto por lo que se refleja un disco más uniforme.

A mediados de 2019 aparece su tercer disco "Mute", la banda sigue en este álbum una intención más conceptual, al tiempo que ha sabido ser muy pulcro con su sonido generando un ambiente eficaz de guitarras que permitan disparar letras cargadas de historias particulares, cautivantes y enigmáticas. "Mute" tuvo su edición física en CD y vinilo.
Para celebrar los primeros 10 años de la banda, en 2021 se publica el disco en vivo "Una década de mutaciones"  registrado en noviembre de 2020 en la Sala Camacuá de Montevideo.

## Discografía
- 2013, La inesperada mugre que aguarda inquieta
- 2016, Psicobélica
- 2019, Mute
- 2021, Una década de mutaciones (en vivo)